# Сологубовка (посёлок при станции)
Сологу́бовка — посёлок при станции во Мгинском городском поселении Кировского района Ленинградской области.

## История

Разъезд Сологубовка на карте 1941 года

С 1 сентября 1941 года по 31 декабря 1943 года деревня Сиголово находилась в оккупации. Исключена из областных административных данных по причине: «После войны не восстановлена», на основании постановления Секретариата Президиума Верховного Совета РСФСР от 30 октября 1950 года.
По данным 1966 года в состав Лезьенского сельсовета Тосненского района входил посёлок при станции Сологубовка, расположенный на месте упразднённой деревни Сиголово.
По данным 1990 года посёлок при станции Сологубовка входил в состав Берёзовского сельсовета Кировского района.
В 1997 году в посёлке при станции Сологубовка Лезьенской волости проживали 26 человек, в 2002 году — также 26 (русские — 96 %).
В 2007 году в посёлке при станции Сологубовка Мгинского ГП — 30 человек.

## География
Посёлок при станции расположен в юго-западной части района к востоку от центра поселения, посёлка Мга.
Расстояние до административного центра поселения — 13 км.
Через посёлок проходит железнодорожная линия Мга — Будогощь. В посёлке находится станция Сологубовка.
К северу от посёлка берёт начало река Мойка, посёлок находится на её правом берегу.

## Демография
| 2007 | 2010 | 2017 |
| ---- | ---- | ---- |
| 30   | ↗56  | ↗62  |

## Улицы
Вишнёвая, Грушевая, Дальний проезд, переулок Дружбы, Зелёный проезд, Колокольная, Лиственный проезд, Нижняя, Парковая, Плодовая, Родниковая, Садовая, Сиголово, Соловьиная, Тупиковая.